# Chiesa di San Saturnino (Bultei)
La chiesa di San Saturnino di Usolvisi è una chiesa campestre situata nella Sardegna centro-settentrionale, in Goceano in territorio di Bultei e appartenente alla parrocchia di Benetutti.
Costruita nel XI secolo sul crollo di un nuraghe, di cui ancora si legge la conformazione quadrilobata, si trova nei pressi delle sponde del fiume Tirso nell'omonima piana.
L'edificio in trachite rossa presenta una navata unica chiusa da abside orientata a est, copertura con capriate lignee e illuminazione naturale garantita da cinque strette monofore (due per lato e una all'abside). Sul prospetto opposto all'abside, tra due imponenti paraste d'angolo, si trova l'ingresso principale architravato sormontato da arco di scarico a tutto sesto. Un secondo ingresso, nel prospetto secondario a sud, con le medesime fatture dell'ingresso principale, si apre sull'abside che ospita l'altare di recente fattura. Un campanile a vela, recentemente ricostruito, (originariamente con arco a tutto sesto) corona l'abside.
Internamente la chiesa si presenta spoglia, con muratura a vista priva di intonaci o decorazioni. Sono presenti un altare e un tabernacolo in trachite rossa realizzati in occasione degli ultimi interventi di recupero.
I primi documenti sulla chiesa risalgono al 1164, quando Atone, vescovo di Castro dona alla congregazione monastica dei Camaldolesi le chiese di San Saturnino di Usolvisi, di Santa Maria di Anela e di San Giorgio di Aneleto.